# Эрнандес, Онель
Онель Ласаро Эрнандес Майеа (нем. и исп. Onel Lázaro Hernández Mayea; 1 февраля 1993, Морон, Куба) — кубинский и немецкий футболист, нападающий сборной Кубы.

## Биография
Родился 1 февраля 1993 года в кубинском городе Морон, но в возрасте 6 лет переехал с матерью и сестрой в Германию, вырос в городе Гютерсло. Заниматься футболом начал в Германии в школе «TuS Westfalia Neuenkirchen», где тренировался у своего немецкого отчима Эвальда.
С 2007 года находился в системе клуба «Арминия». Дебютировал за основную команду 1 октября 2010 года в матче Второй Бундеслиги против клуба «Падерборн 07», в котором вышел на замену на 79-й минуте вместо Франка Гелы. По итогам сезона 2010/11 «Арминия» вылетела из Второй Бундеслиги и в следующем сезоне Эрнандес выступал за команду в Третьей Бундеслиге, а параллельно играл также за фарм-клуб «Арминии» в Регионаллиге. После ухода из клуба летом 2012 года, несколько лет провёл в Регионаллиге, где выступал за «Вердер II» и «Вольфсбург II». Летом 2016 года подписал контракт с клубом из Второй Бундеслиги «Айнтрахт» (Брауншвейг), где сразу же стал игроком основы. По итогам сезона 2016/17 «Айнтрахт» занял третье место в лиге и попал в стыковые матчи за выход в Бундеслигу с клубом «Вольфсбург». Эрнандес принял участие в обеих встречах, но «Айнтрахт» проиграл оба матча со счётом 0:1 и остался во Второй Бундеслиге.
По ходу следующего сезона Эрнандес перебрался в клуб английского Чемпионшипа «Норвич Сити». В сезоне 2018/19 «Норвич Сити» стал победителем Чемпионшипа и перешёл в Премьер-лигу, а сам игрок принял участие в 40 матчах чемпионского сезона и забил 8 голов. После удачного сезона в Чемпионшипе контракт с игроком был продлён. 9 августа в матче 1-го тура против клуба «Ливерпуль» Эрнандес дебютировал в Премьер-лиге, выйдя на замену на 70-й минуте, и таким образом стал первым футболистом кубинского происхождения в истории турнира.
В августе 2021 года на правах аренды был отдан клубу «Мидлсбро». Он забил свой первый гол за клуб в матче против «Ноттингем Форест» 15 сентября 2021 года.
В январе 2022 года отправился в аренду в «Бирмингем Сити». Первый матч Эрнандес вышел в стартовом составе «Бирмингем Сити» против «Престон Норт Энд», сыграл 83 минуты, а сам матч закончился ничьей 1:1. Первый гол забил против «Барнсли» 23 января 2022 года.

## Карьера в сборной
В 2010 году сыграл в одном матче в составе сборной Германии до 18 лет против сверстников из Украины.
В ноябре 2018 года игрок впервые был вызван в сборную Кубы на матч отборочного турнира Лиги наций 2019/2020 против Доминиканской Республики, однако не смог принять участие в матче по внутренним политическим причинам, согласно которым за кубинскую сборную могут выступать только доморощенные игроки. Сам Эрнандес заинтересован в выступлении за сборную и надеется, что в будущем ситуация изменится.
25 марта 2021 года Эрнандес дебютировал за сборную Кубы в матче первого отборочного раунда чемпионата мира 2022 против сборной Гватемалы (0:1), в котором вышел на замену после перерыва вместо Жана Карлоса Родригеса.

## Достижения

### «Норвич Сити»
- Победитель Чемпионшипа: 2018/19, 2020/21